# Bethany (Oklahoma)
Bethany ist eine US-amerikanische Stadt im Bundesstaat Oklahoma. Sie befindet sich im Oklahoma County und ist Teil der Metropolregion von Oklahoma City. Das U.S. Census Bureau hat bei der Volkszählung 2020 eine Einwohnerzahl von 20.831 ermittelt.

## Geschichte
Bethany wurde am 28. Juli 1909 als eine Gemeinde gegründet, in der Mitglieder der Kirche des Nazareners ihre religiösen Überzeugungen ohne Einmischung von Nicht-Mitgliedern zum Ausdruck bringen konnten. Die Stadt wurde nach dem biblischen Ort Bethanien benannt. Die Gemeinde gründete hier das Oklahoma Holiness College (heute Southern Nazarene University, SNU). Zwei weitere Einrichtungen wurden bald gegründet, das Oklahoma-Waisenhaus (heute das Children’s Center, eine medizinische Einrichtung) und das Nazarener-Rettungsheim für unverheiratete Mütter.
Bethany wurde am 8. August 1910 als ländliche Stadt gegründet, deren Wirtschaft von den umliegenden Ackerflächen abhing. Am 11. März 1913 erhielt die Stadt ein Postamt. Die relativ große Bevölkerung von Nazarenern veranlasste die Stadt bald, strenge Gesetze zu erlassen, die Alkohol, Tabak, Glücksspiel, Tanzen, Kino, Fluchen und Sonntagsarbeit verboten. Die Gesetze später gelockert, seit Bethany 1931 als Stadt erster Klasse reorganisiert wurde. Ein Tornado löschte Bethany am 19. November 1930 fast aus, tötete 23 Menschen und zerstörte 652 Gebäude. Es ist einer von nur drei dokumentierten heftigen November-Tornados in Oklahoma seit 1900. Die Erholung von dem Sturm war langsam bis zum Ausbruch des Zweiten Weltkriegs, als die Stadt begann, sich zu einer Schlafstadt von Oklahoma City zu entwickeln.

## Demografie
Nach einer Schätzung von 2019 leben in Bethany 21.278 Menschen. Die Bevölkerung teilte sich im selben Jahr auf in 74,2 % Weiße, 8,6 % Afroamerikaner, 4,8 % amerikanische Ureinwohner, 1,0 % Asiaten und 6,3 % mit zwei oder mehr Ethnizitäten. Hispanics oder Latinos aller Ethnien machten 16,0 % der Bevölkerung aus. Das mittlere Haushaltseinkommen lag bei 50.867 US-Dollar und die Armutsquote bei 12,7 %.
| Jahr | Einwohner¹ |
| ---- | ---------- |
| 1920 | 485        |
| 1950 | 5.705      |
| 1960 | 12.342     |
| 1970 | 22.694     |
| 1980 | 22.038     |
| 1990 | 20.075     |
| 2000 | 20.307     |
| 2010 | 19.051     |
| 2020 | 20.831     |

¹ 1920 – 2020: Volkszählungsergebnisse

## Bildung
Bethany ist die Heimat von zwei christlichen Universitäten: Die Southern Nazarene University (SNU) und Southwestern Christian University (SWCU).